# Cayos Blancos del Sur
Les Cayos Blancos del Sur sont un petit archipel de la côte sud de Cuba.

## Situation, présentation

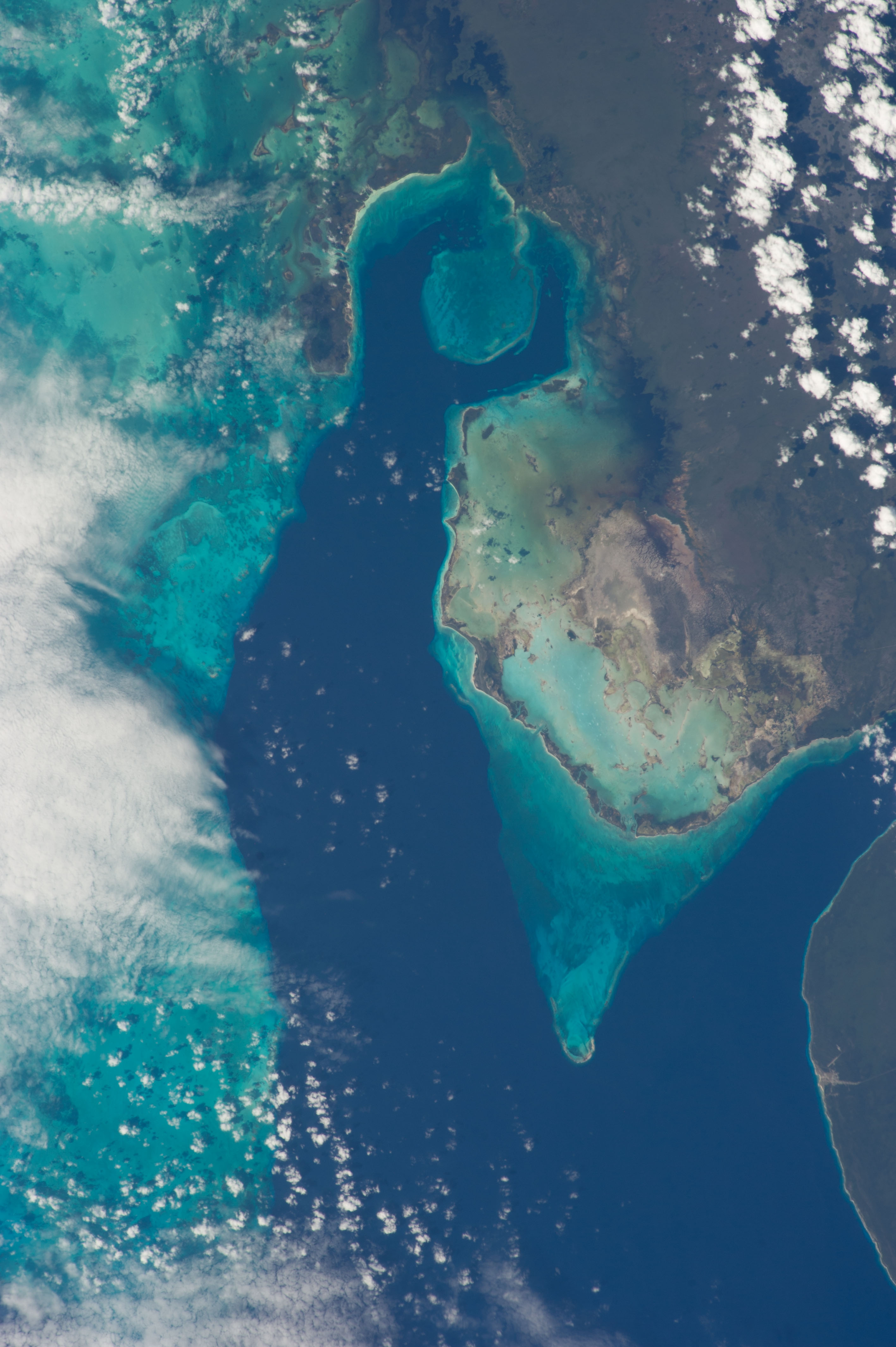
Cayos Blancos del Sur entre la et la baie des Cochons

L'archipel se trouve sur la côte sud de la province de Matanzas, au sud-est de la péninsule de Zapata, dans la municipalité de Ciénaga de Zapata, entre la baie de Cazones (en) (à gauche) et la baie des Cochons (à droite).
Il inclut trois îles principales (d'ouest en est) : cayo El Calvario, l'ancien cayo Blanco del Sur renommé île Ernst Thälmann en 1976, et cayo Rancho de Cándido.
L'archipel fait partie du parc national Ciénaga de Zapata, zone cœur de la réserve de biosphère du marais de Zapata.